# Siebzehn Jahr, blondes Haar (Lied)
Siebzehn Jahr, blondes Haar ist ein Lied des österreichischen Sängers Udo Jürgens aus dem Jahr 1965 zu einem Text von Thomas Hörbiger. Jürgens produzierte den Song selbst. Das Lied, das wiederholt gecovert wurde, handelt von einem Mann, erzählt in der Ich-Perspektive, der im Großstadtgetriebe ein 17-jähriges Mädchen erblickt, in das er sich verliebt.
Der Song wurde 1965 von Vogue Schallplatten in Deutschland als Singleauskopplung seines Albums Portrait in Musik veröffentlicht. Das Lied ist 2:22 Minuten lang. In Deutschland platzierte sich das Lied auf Platz 4 und war insgesamt 11 Wochen in den Charts vertreten. In Österreich platzierte es sich auf Platz 6 und hielt sich 16 Wochen lang in Charts.
In dem im September 1966 in Deutschland im Kino gestarteten gleichnamigen Musikfilm von Franco Montemurro singt Udo Jürgens neben diesem Lied auch den Chanson Merci, Chérie, mit dem er den Grand Prix de la Chanson 1966 gewann.

## Titelliste der Single
7″-Single
1. Siebzehn Jahr, blondes Haar (2:22)
2. So wie eine Rose (2:43)